# Njivice (Radeče, Slovenija)
Njivice je naselje u slovenskoj Općini Radeču. Njivice se nalazi u pokrajini Štajerskoj i statističkoj regiji Savinjskoj. 

## Stanovništvo
Prema popisu stanovništva iz 2002. godine naselje je imalo 119 stanovnika.